# Appius Claudius Pulcher (consul en -185)
Pour les articles homonymes, voir Appius Claudius Pulcher.
Appius Claudius Pulcher est un homme politique romain du IIe siècle av. J.-C.
Membre de la gens Claudia, il est le fils d'Appius Claudius Pulcher, consul en 212 av. J.-C., et le frère de Publius Claudius Pulcher, consul en 184 av. J.-C..
De 197 à 194 av. J.-C., il sert comme tribun militaire en Grèce sous les ordres de Titus Quinctius Flamininus, lors de la deuxième guerre macédonienne contre le roi de Macédoine Philippe V ; en 191 av. J.-C., il participe sous le commandement de Marcus Baebius Tamphilus à la guerre contre Antiochos III en Grèce centrale, puis sous celui du consul Manius Acilius Glabrio à la guerre contre les Étoliens. En 187 av. J.-C., il est nommé préteur et gouverneur de Tarente.
Il est élu consul en 185 av. J.-C. avec comme collège Marcus Sempronius Tuditanus. Il combat les Ligures Ingauni (Ingaunes en français), dont la capitale était Albium Ingaunum, et les vainc cette même année.
En 184 av. J.-C., alors qu'une nouvelle guerre entre Rome et Philippe V se profile, Appius est envoyé à la tête d'une ambassade en Macédoine et en Grèce, pour observer ses mouvements ; en 176 av. J.-C., il fait partie d'une ambassade envoyée auprès des Étoliens pour s'opposer aux ambitions du roi Persée de Macédoine